# Pedro de Luxemburgo
Pedro de Luxemburgo (Ligny-en-Barrois, 20 de julio de 1369 - Villeneuve-lès-Avignon, 2 de julio de 1387) fue un obispo francés, creado cardenal por el antipapa Clemente VII de Aviñón. Título no reconocido luego de la unión de la Iglesia en 1415, por lo que en algunas partes es identificado como pseudocardenal.
Aunque servía al antipapa Clemente VII, sus intentos por terminar con el cisma de occidente lo llevaron a ser ampliamente respetado por la iglesia en Roma.
En 1527 fue beatificado por el papa Clemente VII, siendo proclamado santo patrono de la ciudad de Aviñón.

## Biografía
Pedro de Luxemburgo nació en el seno de una familia noble, su padre era Guido de Luxemburgo, conde de Ligny-en-Barrois, y su madre Mahaut de Chatillon, condesa de Saint-Pol. Quedando huérfano a tierna edad, su tía, Juana de Châtillon se encarga de su tutela. En 1377, con ocho años de edad fue enviado a estudiar a París, donde tuvo por maestro al teólogo Pierre d'Ailly.
Fue canónigo de París desde 1379 y de Cambrai desde 1382. Por esos años se presentaba la división de la Iglesia, conocida como el Cisma de Occidente. Tanto Pedro de Luxemburgo como su maestro, Pierre d'Ailly se vieron envueltos en la lucha entre los dos papas que reclamaban ser el sucesor de san Pedro. Ambos rindieron obediencia al antipapa Clemente VII, que residía en Aviñón.
Pedro de Luxemburgo fue nombrado obispo de Metz, en Lorena, el 10 de febrero de 1384 por el antipapa Clemente VII, con solo catorce años de edad. Luego fue creado cardenal diácono de San Giorgio in Velabro, por dicho antipapa, el 15 de abril del mismo año.
El emperador Wenceslao de Luxemburgo, que apoyaba al papa romano Urbano VI, nombró con el mismo cargo a Thielleman de Bousse, por lo que Pedro se vio envuelto en una disputa por la cátedra episcopal.
Afectado por problemas familiares, Pedro renunció al obispado y al cardenalato y se retiró a París, con el deseo de huir de la vida pública. Pero el antipapa Clemente VII, con el interés de tener a su lado al joven eclesiástico le nombró cardenal obispo de Aviñón, sede de la corte papal, en 1386. Al año siguiente Pedro cayó gravemente enfermo, que el 2 de julio de 1387, lo condujo a la muerte.
Fue sepultado en el cementerio de los pobres de la ciudad, según era su deseo. Poco después comenzaron a correr voces de que sobre su tumba acaecían numerosos milagros. Su hermano Juan ordenó en 1395, la construcción de una iglesia dedicada a san Celestino V, a donde deseaba trasladar el cuerpo de Pedro. Un convento de monjes celestinos fue construido después al lado de la iglesia. Al estallar la Revolución los restos fueron trasladados a la iglesia Saint-Didier de Avignon.

## Culto
Poco después de la muerte la devoción popular a Pedro de Luxemburgo se difundió en Provenza, en Lorena y en otras regiones francesas. Un año después, su maestro Pierre d'Ailly inició la causa de su beatificación, pero sin ningún logro inmediato. La discusión fue retomada en el Concilio de Basilea, nuevamente sin éxito alguno. Aun así, la ciudad de Aviñón lo declaró su patrón en 1432. El proceso concluyó el 9 de abril de 1527, bajo el pontificado del papa Clemente VII.
Fuera de Francia el culto se difundió en el ducado de Saboya, en la catedral de Ivrea se aprecia una pintura de un autor desconocido de la segunda mitad del siglo XV. Se le representa con rostro juvenil, con el capelo y hábito cardenalicio. El retrato más famoso, data del 1450 aproximadamente, es uno cuyo autor es el Maestro de la piedad de Aviñón, generalmente identificado con Enguerrand Quarton, conservado en el museo Calvet de Aviñón. En Villeneuve-lès-Avignon un museo lleva su nombre.
Las diócesis de Metz, París, Verdun y Luxemburgo celebran su memoria el 2 de julio.